# François Xavier de Schwarz
François Xavier de Schwarz, né le 8 janvier 1762 à Herrenwies dans le margraviat de Bade-Bade et mort le 9 octobre 1826 à Sainte-Ruffine, en Moselle, est un général français de la Révolution et de l’Empire.
Enrôlé officiellement dans l'armée française en 1776, il gravit progressivement les échelons de la carrière militaire et sert comme officier du 2e régiment de hussards lorsqu'éclatent les guerres de la Révolution française. Participant à la lutte contre les puissances européennes liguées contre la France, il est capturé par les Britanniques au cours de l'infructueuse expédition d'Irlande en 1798, ce qui ne l'empêche pas de prendre, à son retour, le commandement du 5e régiment de hussards. Avec ce dernier, il combat en Allemagne pendant la guerre de la deuxième coalition.
Sous le Premier Empire, Schwarz et ses hommes sont engagés à la bataille d'Austerlitz en 1805 avant de prendre part, sous les ordres du général Lasalle, à la poursuite des troupes prussiennes lors de la campagne de Prusse de 1806, et en particulier à la prise de la forteresse de Stettin dont il négocie la reddition. Ses services lui valent d'être promu, la même année, au grade de général de brigade. Affecté en Espagne dans le cadre de l'invasion française de ce pays, il est cependant défait par les forces espagnoles à El Bruc et Manresa en Catalogne. En septembre 1810, il est une nouvelle fois battu et fait prisonnier à la bataille de La Bisbal et demeure en captivité en Angleterre jusqu'à la chute de Napoléon.
Du fait de sa contre-performance en Espagne, les spécialistes de l'époque napoléonienne se montrent généralement très critiques des compétences du général Schwarz, que l'historien britannique Charles Oman décrit comme « perpétuellement malchanceux ».

## Biographie

### Du cadet-gentilhomme au colonel de hussards
François Xavier de Schwarz naît le 8 janvier 1762 à Herrenwies, dans le margraviat de Bade-Bade. Baron du Saint-Empire par sa naissance, il est le neuvième d'une fratrie de dix enfants issue du mariage de François Xavier de Schwarz, administrateur des domaines du margrave de Bade et ex-lieutenant des grenadiers à cheval de Bavière, titré baron du Saint-Empire en 1759, et de Marie Ursule Dürr, fille de nobles impliqués dans le domaine de la verrerie ; le général Alexandre de Schwarz (1719-1787), un vétéran de la guerre de Sept Ans qui a combattu au service de l'Autriche, de la Bavière et de la France, est son oncle. 
À l'âge de 7 ans, le jeune François Xavier est inscrit sur les contrôles du régiment des volontaires de Nassau hussards le 20 août 1769 et passe, le 12 juillet 1776, au régiment des hussards de Chamborant en tant que cadet-gentilhomme. Il devient sous-lieutenant le 12 mars 1782 puis lieutenant le 25 janvier 1792. Cette année-là, dans le cadre des guerres de la Révolution française, il participe aux campagnes des armées du Centre et du Nord, où il obtient son brevet de capitaine le 13 juin 1792. Affecté à l'armée des Ardennes en août 1793, il est transféré à celle de Sambre-et-Meuse le 28 juin 1794, avant d'être nommé chef d'escadron le 21 mars 1795. Il sert ensuite aux armées d'Allemagne et de Mayence entre 1797 et 1798. Dirigé sur Ostende pour faire partie de l'expédition d'Irlande sous les ordres du général Jean Hardÿ, il est fait prisonnier par les Anglais à la bataille de l'île de Toraigh, le 12 octobre 1798, alors qu'il se trouve à bord du vaisseau de ligne Hoche. 
De retour en France sur parole le 1er janvier 1799 (son échange n'intervenant officiellement qu'en août de la même année), Schwarz se voit proposer le grade d'adjudant-général par le ministère de la Guerre, mais le refuse pour solliciter à la place le commandement d'un régiment. Conformément à ce vœu, et avec l'appui des généraux Lefebvre et Kellermann, il devient chef de brigade du 5e régiment de hussards le 3 septembre 1799. À partir de cette date et jusqu'en 1801, il guerroie à l'armée du Rhin au sein de la division du général Richepance, avec laquelle il prend part à divers affrontements tels que les batailles d'Engen, Biberach et Erbach en 1800. 
Bon officier de cavalerie, Schwarz ne montre en revanche guère d'appétence pour l'administration de son régiment, ce qui lui vaut cette appréciation du général Bourcier, inspecteur général de la cavalerie : « de bonnes mœurs et très brave, particulièrement propre pour conduire des troupes légères à la guerre, mais sans moyens pour la partie administrative ». Il se montre en outre peu regardant sur la discipline de ses hommes, à tel point que le général Ney, après avoir passé en revue le 5e hussards en février 1802, écrit à propos de son colonel : « il n'a pas la fermeté et les talents nécessaires pour commander un régiment de hussards ». Schwarz rejoint par la suite l'armée de Hanovre et y reste de 1803 à 1805. C'est durant cette période qu'il est fait chevalier de la Légion d'honneur le 12 décembre 1803, puis officier de l'ordre le 14 juin 1804.

### Sous l'Empire

#### En Allemagne, en Prusse et en Pologne
Le 2 août 1805, dans le cadre de la campagne d'Allemagne, Schwarz et son régiment sont affectés à la brigade Picard de la division de cavalerie du général Kellermann, appartenant au 1er corps de la Grande Armée sous les ordres du maréchal Bernadotte. Au moment de franchir le Rhin pour se porter contre les Austro-Russes en Bavière, le 5e hussards aligne 355 cavaliers répartis en trois escadrons. Quelques mois plus tard, au 22 novembre, son effectif est de 487 sabres. Présent à la bataille d'Austerlitz le 2 décembre avec le reste de la cavalerie légère de Kellermann, le 5e hussards participe aux multiples charges et contre-charges qui opposent les escadrons français à leurs homologues austro-russes dans la partie nord du champ de bataille. En récompense de ses services, Schwarz reçoit la croix de commandeur de la Légion d'honneur le 25 décembre 1805. 

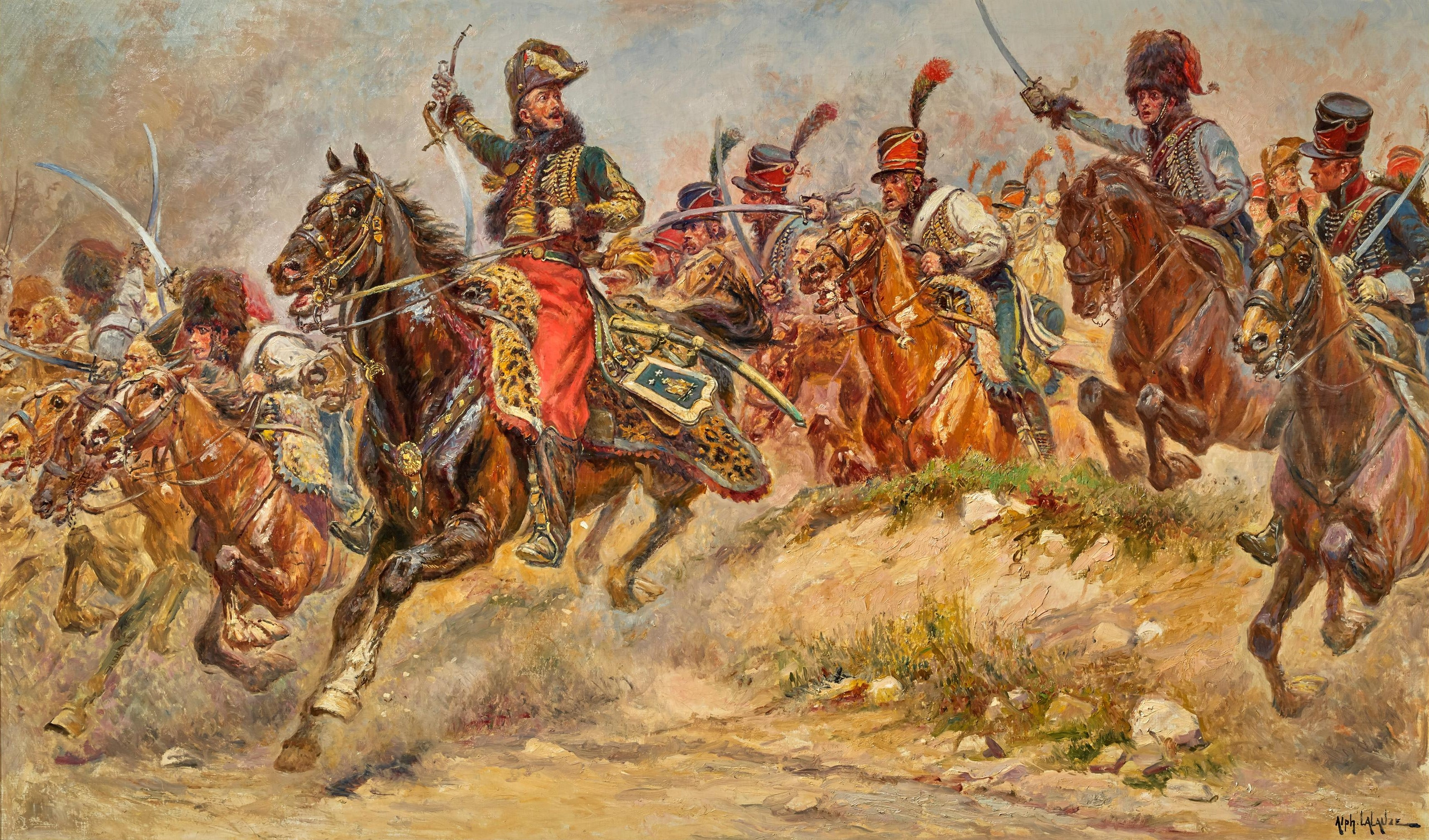
Le général Lasalle à la tête de sa « brigade infernale » pendant la campagne de 1806 (par Alphonse Lalauze).

Le 22 septembre 1806, son régiment est transféré à la brigade de cavalerie légère du général Antoine Charles Louis de Lasalle. Celle-ci fait partie de la réserve de cavalerie du maréchal Joachim Murat et comprend, outre le 5e hussards de Schwarz, le 7e régiment de hussards du colonel Daniel Marx. À l'ouverture de la campagne de Prusse en octobre, les hussards de la brigade Lasalle marchent à l'avant-garde de l'armée française. S'ils ne participent pas aux batailles d'Iéna et d'Auerstaedt, restant auprès du 1er corps de Bernadotte à Dornburg pendant toute la journée du 14 octobre, les 5e et 7e hussards prennent une part très active à la poursuite des forces prussiennes en retraite vers le nord. Engagée en pointe aux côtés de la brigade de cavalerie légère de Milhaud, la brigade Lasalle se dirige sur Potsdam puis vers Stettin ; le 26 octobre, elle se heurte en chemin, à Zehdenick, à un contingent de dragons prussiens qui est battu avec l'aide des cavaliers de Grouchy. 
Après avoir contribué le 28 à la capitulation du corps du prince de Hohenlohe à Prenzlau, les deux régiments de hussards galopent en direction de la forteresse de Stettin, défendue par une importante garnison prussienne. Chargé par Lasalle de négocier la reddition de la place, Schwarz parvient à convaincre le gouverneur de la ville, le général von Romberg, de livrer Stettin aux Français et de se constituer prisonnier avec les quelque 6 000 hommes de sa garnison. Le 5e hussards affronte ensuite les Russes à la bataille de Golymin, le 26 décembre, où son colonel doit empêcher le régiment de se débander. Sur recommandation du maréchal Murat, qui parle de lui comme d'un « officier qui a si bien servi pendant toute la guerre et particulièrement dans les deux dernières campagnes », Schwarz est promu général de brigade le 30 décembre 1806. Son successeur à la tête du 5e hussards est le colonel Pierre César Dery. 
Brièvement désigné pour commander le dépôt de cavalerie de Lenczyc le 14 janvier 1807, Schwarz est appelé au commandement de la cavalerie du camp de Saint-Lô le 18 de ce mois. Il passe dans la 24e division militaire le 24 juillet suivant, avant d'être affecté au corps d'observation de l'Escaut à compter du mois d'août. Mis en disponibilité le 30 septembre 1807 à la suite de la dissolution de ce corps, il est finalement réemployé dans la 24e division militaire le 22 décembre suivant. Fait chevalier de l'ordre militaire de Maximilien-Joseph de Bavière en 1807, il devient par ailleurs, le 17 mars 1808, donataire d’une rente de 4 000 francs sur le royaume de Westphalie, laquelle est constituée en majorat le 21 juin 1809.

#### Affectation en Espagne et première défaite à El Bruc

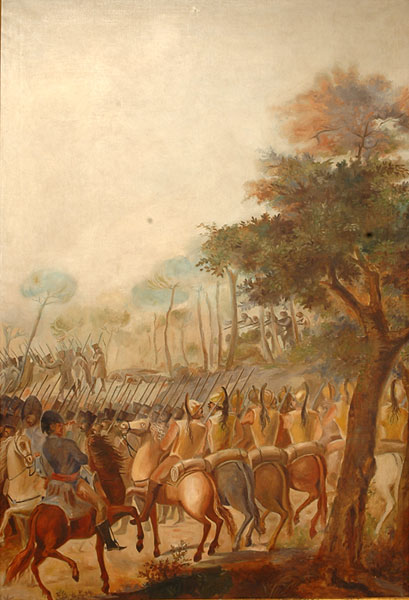
Attaque des guérilleros catalans sur les cuirassiers français de l'avant-garde de la brigade du général Schwarz (peinture de Francesc Cuixart i Barjau, 1897).

Le 19 mars 1808, Schwarz est désigné pour prendre le commandement d'une brigade de cavalerie du corps d'observation des Pyrénées-Orientales, sous les ordres du général Guillaume Philibert Duhesme. Sa brigade est formée du régiment de chasseurs à cheval italiens Prince Royal (504 sabres) et du 2e régiment de chasseurs à cheval napolitains (388 sabres). Les soldats composant ces unités sont des conscrits dont la plupart n'ont reçu qu'une instruction rudimentaire. Quelques semaines plus tôt, les troupes napoléoniennes se sont assurées par la ruse de la possession de plusieurs points stratégiques à la frontière de l'Espagne, dans une manifestation d'hostilité croissante à l'égard de cet ancien allié de la France. Après le soulèvement du Dos de Mayo à Madrid, Napoléon ordonne à Duhesme de détacher 4 000 hommes pour prendre Lérida et d'en diriger 4 000 autres sur Valence afin d'y appuyer le corps du maréchal Bon-Adrien Jeannot de Moncey. Bien que ces directives fassent fi de l'ampleur de l'insurrection qui secoue alors l'Espagne, Duhesme cherche à se conformer aux instructions reçues et confie à Schwarz un contingent de 3 247 hommes pour s'emparer de Lérida. Cette brigade ad hoc comprend le 3e bataillon du 2e régiment suisse (580 hommes), les 1er et 2e bataillons du 1er régiment napolitain (1 944 hommes), le 1er bataillon du 1er régiment de vélites italien (519 hommes), un escadron du 3e régiment provisoire de cuirassiers (204 hommes) et quatre pièces d'artillerie. Dans le même temps, sur ordre de Duhesme, les 3 195 hommes du général Joseph Chabran partent pour Valence. Si ce dernier peut compter sur trois bataillons d'infanterie et deux régiments de cavalerie français, Schwarz doit composer avec une force dont la valeur militaire est qualifiée de « douteuse » par l'historien britannique Charles Oman.
La colonne de Schwarz se met en route le 4 juin mais est retardée de 24 h par des pluies diluviennes. Le 6, elle atteint le col d'El Bruc où 3 à 400 miquelets de Manresa l'attendent de pied ferme dans une forêt de pins. Schwarz ouvre les hostilités en engageant un bataillon qui parvient sans trop de difficultés à chasser la milice catalane des bois. Les manresans se retirent alors mais sont bientôt rejoints par d'autres formations de miquelets en provenance des localités environnantes. De son côté, Schwarz, qui a pris soin de faire précéder ses troupes d'un écran de tirailleurs, n'ose pas exploiter son avantage, redoutant la présence de troupes régulières espagnoles à proximité. Quoique les Catalans ne soient, selon toute vraisemblance, pas en état de résister à une attaque en règle, Schwarz, rompu au service de la cavalerie, l'est beaucoup moins à celui de l'infanterie, qui plus est sur un terrain accidenté. Il sait par ailleurs que les troupes napolitaines placées sous ses ordres ont la réputation d'être les pires d'Europe. Voyant que les miquelets sans cesse plus nombreux menacent à présent son flanc gauche, le général français déploie ses hommes en un gigantesque carré, à l'intérieur duquel canons et cavaliers trouvent refuge, et donne l'ordre de repli. Bien qu'entouré d'un essaim de tirailleurs, le carré ne tarde pas à essuyer le feu nourri des Catalans qui, à la vue des Français en retraite, se sont jetés à leur poursuite. Arrivée à hauteur du village d'Esparraguera, la colonne de Schwarz découvre que les habitants en ont barricadé l'accès et doit renoncer à la formation en carré pour contourner le village de part et d'autre ; à cette occasion, l'un des canons français bascule dans un cours d'eau lors du franchissement d'un pont et doit être abandonné aux miquelets. Réunis avec leurs troupes à l'autre bout d'Esparraguera, les officiers impériaux se montrent incapables de restaurer la cohésion parmi les soldats suisses, italiens et napolitains dont l'arrivée à Martorell dans la soirée se fait dans le plus grand désordre.

#### Échec à Manresa

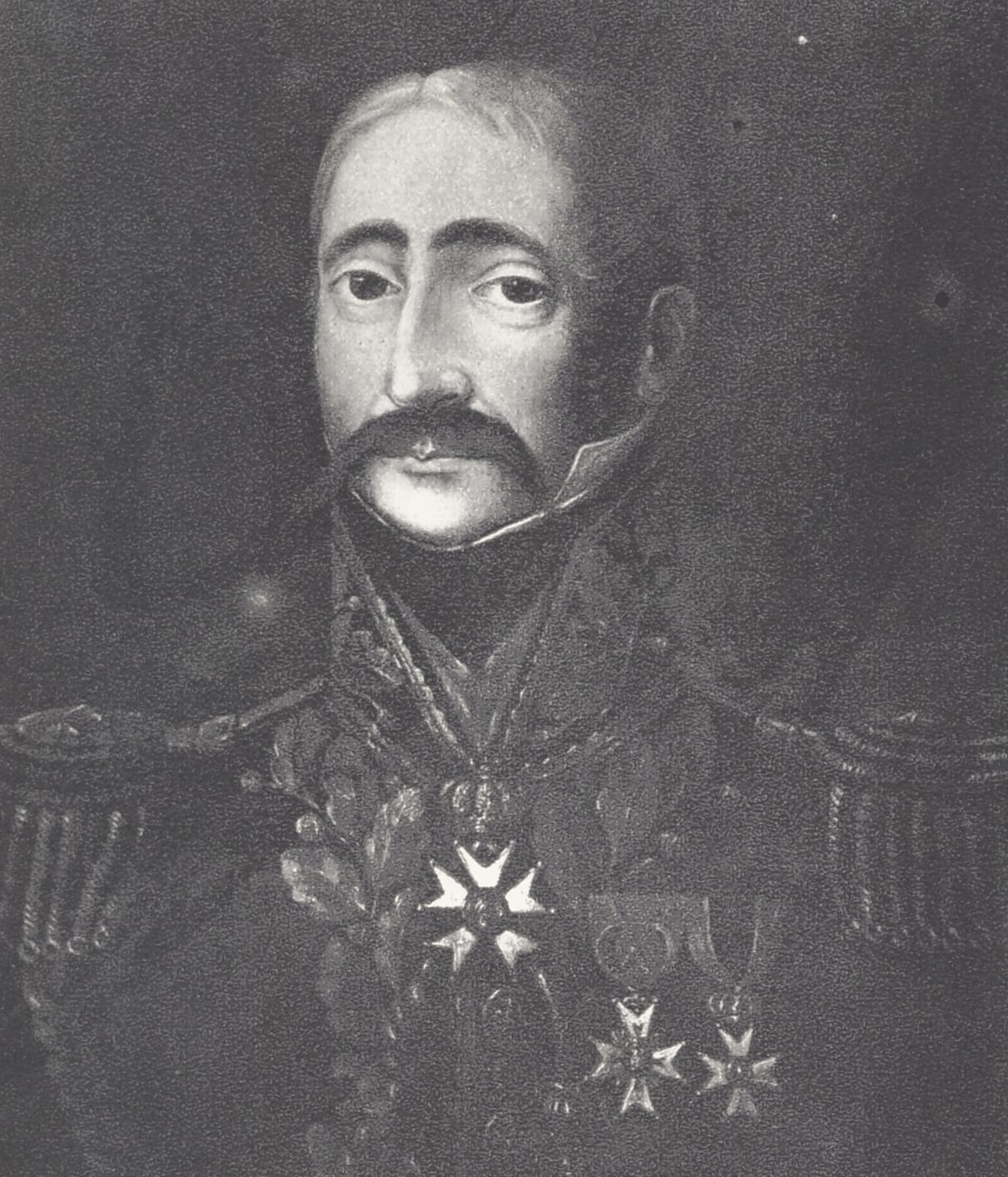
Portrait du général François Xavier de Schwarz.

Après sa défaite, Schwarz reprend la tête de sa brigade de cavalerie jusqu'à l'automne 1809. Commandeur de l'ordre de Maximilien-Joseph de Bavière depuis le 15 avril 1808, il est créé baron de l'Empire par lettres patentes du 15 janvier 1809. En février 1810, le 7e corps opérant en Catalogne reçoit le renfort d'une division allemande commandée par le général Marie François Rouyer, venue de France pour escorter un important convoi de ravitaillement à destination de Barcelone. La direction de la 1re brigade de cette division est confié, le 10 mars suivant, au général Schwarz, qui a sous ses ordres le 1er régiment d'infanterie de Nassau et le régiment des ducs de Saxe (4e régiment de la confédération du Rhin). Sur décision du commandant en chef du 7e corps, le maréchal Pierre Augereau, les divisions des généraux Philippe Eustache Louis Severoli et Jean-Pierre Augereau ― le propre frère du maréchal ― marchent sur Tarragone. Simultanément à cette manœuvre, un bataillon et demi d'infanterie prend position à Vilafranca del Penedès tandis que la brigade Schwarz, de la division Rouyer, occupe Manresa de manière à flanquer le gros des forces. Le 27 mars, les Français arrivés sous les murs de Tarragone exigent la reddition de la place ; ils se heurtent néanmoins à une fin de non-recevoir du commandant de la garnison, le général Enrique José O'Donnell, qui ordonne à son subordonné Juan Caro de s'en prendre aux lignes de communication françaises.
Un premier choc d'importance se produit le 30 mars lorsque Caro s'empare de Vilafranca et des 800 fantassins impériaux postés dans ce village. Le contingent espagnol se dirige dans la foulée sur Manresa où des échanges de tirs sporadiques éclatent rapidement entre les hommes de Caro et les défenseurs de la ville. Ces derniers, sous le commandement de Schwarz, appartiennent au 3e et 4e régiments de la confédération du Rhin (respectivement 1er régiment de Nassau et régiment des ducs de Saxe), pourvus chacun de deux bataillons. Du côté espagnol, les effectifs sont de 3 000 miquelets sous le colonel Roviera, de 2 300 hommes de la milice locale et de 2 000 soldats réguliers espagnols, dont ceux du régiment suisse Kayser et du régiment de dragons Numancia. Le 2 avril voit la blessure de Caro et son remplacement par le marquis de Campoverde. Le 5, un assaut déterminé des troupes de Campoverde contre Manresa expulse la brigade Schwarz hors des murs de la ville avec une perte de 30 officiers et 800 hommes du rang. Alors que les Impériaux vaincus s'enfuient vers Barcelone, ils ont maille à partir avec les miquelets, ce qui leur occasionne des dommages supplémentaires. Le bilan de la journée est sévère pour Schwarz qui, selon les estimations d'Oman, perd dans cette affaire approximativement les deux tiers de sa brigade. Robert Burnham fait état de 29 officiers et 950 soldats tués, blessés ou prisonniers parmi les troupes allemandes. Pour sa part, Digby Smith évalue les pertes du 1er régiment de Nassau à 42 tués, 203 blessés, 75 prisonniers et 164 disparus (pour un total de 484 hommes) et celles du régiment des ducs de Saxe à 6 officiers et 162 soldats tués, blessés ou disparus ; à ce décompte s'ajoutent 200 militaires blessés tombés aux mains des Espagnols lors de la prise de la ville.

#### Capture à La Bisbal

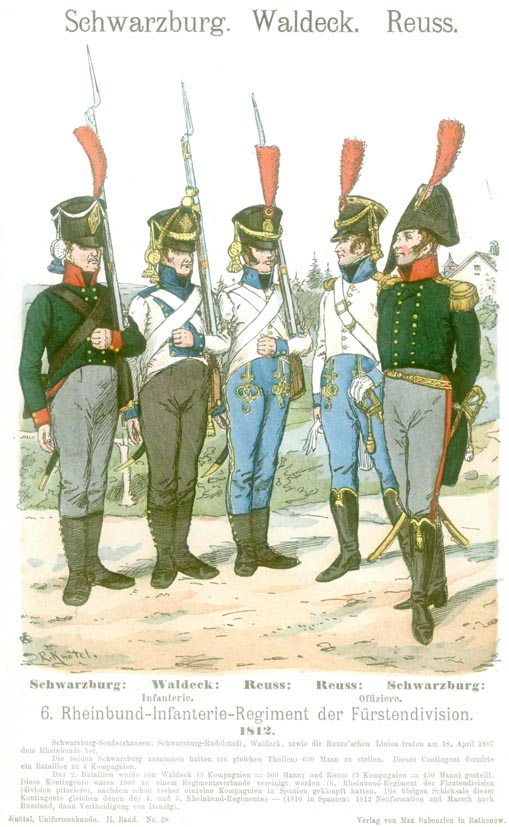
Officiers et soldats du 6e régiment de la confédération du Rhin en 1812 (par Richard Knötel).

Schwarz connaît une dernière mésaventure à la bataille de La Bisbal, le 14 septembre 1810, lorsque sa brigade est victime d'une opération anglo-espagnole magistralement exécutée. À la suite du remplacement d'Augereau à la tête du 7e corps par le maréchal Étienne Macdonald, ce dernier se met en route avec 16 000 hommes pour appuyer l'action du général Louis-Gabriel Suchet dans le sud de la Catalogne. Dans le même temps, Macdonald laisse au général Louis Baraguey d'Hilliers le soin d'assurer la défense de Barcelone avec près de 10 000 soldats tandis que 18 000 hommes supplémentaires sont maintenus en arrière afin de garantir la possession de divers points et la sûreté des lignes de communication avec la France. Se jugeant trop faible pour affronter Macdonald en rase campagne, O'Donnell décide de surprendre les troupes impériales sans méfiance au nord de la région. Le général espagnol part ainsi avec la division Campoverde dans l'objectif d'attaquer la division Rouyer, dont le périmètre défensif s'étend de Gérone à Palamós, sur la côte méditerranéenne. En parallèle, la flottille alliée du capitaine Francis William Fane, composée entre autres de la frégate britannique HMS Cambrian et de la frégate espagnole Diana, cingle également vers le nord avec, à son bord, un petit corps expéditionnaire britannique aux ordres du colonel Charles William Doyle. Échappant à la vigilance des garnisons françaises de Barcelone, Hostalric et Gérone, O'Donnell parvient à s'introduire en territoire catalan sans être repéré.
Un premier accrochage a lieu le 10 septembre lorsqu'un détachement britannique débarque à Begur et capture 50 hommes et une batterie d'artillerie côtière. Informé de ce coup de main, Schwarz ordonne aux unités placées le long des côtes de consolider leurs défenses. Sa brigade en sous-effectif comprend les 5e et 6e régiments de la confédération du Rhin (Anhalt-Lippe et Schwartzburg-Waldeck-Reuss), alignant chacun deux bataillons, pour un total de 1 700 hommes et 18 canons. Afin de parer à la menace d'une incursion adverse, Schwarz déploie 800 hommes à La Bisbal d'Empordà et envoie le reste de la brigade défendre Begur, Calonge, Palamós et Sant Feliu de Guíxols. Toujours à l'insu des Français, O'Donnell arrive sur ces entrefaites au village de Vidreres le 13 septembre avec 6 000 fantassins et 400 cavaliers. Parmi les troupes placées ses ordres figurent notamment le régiment suisse Kayser, les dragons Numancia et plusieurs unités de miquelets.
Dans la matinée du 14 septembre, O'Donnell, fort d'une supériorité numérique écrasante, tombe sur les troupes de Schwarz à La Bisbal. Le général français a tout juste le temps de faire partir un courrier pour battre le rappel des détachements de sa brigade stationnés sur la côte avant que sa position ne soit totalement encerclée. Les unités allemandes de Schwarz se réfugient alors dans un vieux château, lequel présente l'inconvénient d'être dominé par une colline toute proche et par le clocher de l'église du village. Schwarz tient jusqu'au soir avant de capituler à la vue de l'imminence d'un assaut espagnol. Ses pertes s'élèvent à cinq tués et 19 blessés. Parallèlement à cet engagement, les avant-postes de sa brigade à Palamós, Calonge et San Feliu sont méthodiquement capturés, le premier par Fane et Doyle, le second par les hommes du colonel Aldea et le troisième par les Espagnols du colonel Fleires. En tout, le général Schwarz, deux colonels, 56 officiers et 1 183 hommes sont faits prisonniers par les Anglo-Espagnols, qui s'emparent en outre de 17 pièces d'artillerie. Les pertes allemandes sont d'environ 400 tués ou blessés tandis que celles des vainqueurs ne sont pas connues avec précision mais probablement minimes. Le général O'Donnell, grièvement blessé au pied à La Bisbal, est évacué vers Tarragone à bord de l'escadre de Fane avec les prisonniers allemands. Selon Guy Périer de Féral, « les Espagnols réservaient au général de Schwarz l'humiliation d'être traîné tel un esclave derrière la voiture où l'on avait placé O'Donnell blessé ». Conduit en Angleterre, Schwarz demeure en captivité jusqu'à la première abdication de Napoléon Ier en 1814. À propos de son service en Espagne, l'historien Robert Burnham écrit :

« Le général Schwarz a passé 30 mois à garder les lignes de communication françaises dans un secteur relativement calme du théâtre de la guerre. Au cours de cette période, il a disputé trois batailles et les a perdu toutes les trois, et ce au prix de lourdes pertes infligées à sa brigade, face à des adversaires dépourvus d'armement digne de ce nom. Dans chacune de ces batailles, il semble avoir perdu son sang-froid et choisi de battre en retraite ou de capituler plutôt que de combattre. »

### Fin de carrière
De retour en France le 17 mai 1814 et placé en non-activité, Schwarz demande à être investi d'un commandement en Guadeloupe ou en Martinique, ce qui lui est refusé par les Bourbons malgré l'intervention en sa faveur de plusieurs hauts cadres de l'armée, parmi lesquels les maréchaux Ney et Macdonald. Pendant les Cent-Jours, il est employé par le gouvernement au dépôt des remontes de la cavalerie à Amiens, avant d'être définitivement mis à la retraite le 4 septembre 1815. Il se retire alors à Sainte-Ruffine, en Moselle, où il vit sous l'étroite surveillance de la police royaliste. S'étant vu malgré tout remettre la croix de chevalier de Saint-Louis le 19 août 1818, le général Schwarz meurt le 9 octobre 1826 à Sainte-Ruffine et est inhumé dans le cimetière de ce village.

## Vie privée
François Xavier de Schwarz épouse, le 4 juin 1807 à Metz, Marie Françoise de Simony (1774-1820), issue d'une importante famille de notables lorrains. Ils ont ensemble un fils, Jean-Baptiste Alfred de Schwarz, qui hérite des titres de son père,.

## Considérations
Le fils du général Pierre Claude Pajol, dans sa biographie consacrée à son père, écrit à propos de Schwarz : « officier très ardent, très entreprenant, il avait su se faire distinguer par Ney, dans ses reconnaissances souvent aventureuses ». Commentant la série d'échecs éprouvés par Schwarz en Espagne, Charles Oman en conclut que ce dernier est « perpétuellement malchanceux ». Les compétences militaires de Schwarz sont également mises en doute par Robert Burnham qui le considère comme l'un des pires généraux de cavalerie français à avoir servi dans la péninsule Ibérique. D'après cet auteur, Schwarz « a été surclassé et vaincu à plusieurs reprises par les guérillas » et, outre sa capitulation à La Bisbal, « a été par deux fois encerclé et mis en déroute par une force espagnole mal armée et inférieure en nombre ». Burnham ajoute :

« Schwarz a été, sans le moindre doute, le général le plus incompétent de l'armée française en Espagne. Bien qu'étant un général de cavalerie, cela n'excuse pas ses contre-performances systématiques au commandement de l'infanterie. La plupart des opérations de contre-insurrection dans la péninsule étaient menées soit par l'infanterie et la cavalerie combinées, soit par l'infanterie seule. D'autres généraux de cavalerie ont également dirigé des contingents d'infanterie en Espagne, mais aucun d'une aussi mauvaise manière que le général Schwarz. »

## Armoiries
| Figure | Nom du baron et blasonnement |
| ------ | --- |
|        | Armes du baron François Xavier de Schwarz et de l'Empire, décret du 19 mars 1808, lettres patentes du 15 janvier 1809, commandeur de la Légion d'honneur Écartelé ; le premier d'azur au lion naissant et contourné d'or, coupé d'argent à l'étoile de gueules ; le deuxième des barons militaires ; le troisième parti denché d'argent et de gueules ; le quatrième d'azur au lion naissant d'or, coupé d'argent à l'étoile de gueules - Livrées : les couleurs de l'écu. |